# Панафриканская патриотическая конвергенция
Панафриканская патриотическая конвергенция (фр. Convergence patriotique panafricaine) — политическая партия Того, основана Эдемом Коджо в 1999 году.

## История
Панафриканская патриотическая конвергенция (ППК) была создана в августе 1999 года. Она объединила четыре политические партии страны: Тоголезский союз за демократию, возглавляемого Эдемом Коджо, Партию действия за демократию, возглавляемой Фрэнсисом Эко, Партию демократов за единство и Союз за демократию и солидарность во главе с Антуаном Фоли.
ППК, как часть Коалиции демократических сил, бойкотировала парламентские выборы 2002 года. В 2003 году лидер Эдем Коджо баллотировался в качестве кандидата от ППК на президентских выборах. Во время предвыборной кампании ППК призвала к дебатам по телевидению между Коджо и президентом Гнассингбе Эйадемой после того, как президентское Объединение тоголезского народа участвовала в личных нападках на Коджо. На этих выборах Коджо получил 0,96% голосов и занял пятое место. 
ППК призвала оппозицию объединиться, чтобы выдвинуть единого кандидата на президентских выборах 2005 года после смерти в феврале того года Эйадемы. После президентских выборов 2005 года Коджо был назначен премьер-министром 8 июня 2005 года. В правительстве, составленном Коджо 20 июня, другой член ППК, Жан-Люсьен Сави де Тове, был назначен министром торговли и промышленности.
На парламентских выборах 2007 года партия не смогла получить ни одного места.

## Участие в выборах

### Президентские выборы
| Год  | Кандидат   | Голоса     | Голоса | Результат |
| Год  | Кандидат   | Количество | %      | Результат |
| ---- | ---------- | ---------- | ------ | --------- |
| 2003 | Эдем Коджо | 22 482     | 1,0 %  | Поражение |

### Парламентские выборы
| Год  | Голоса     | Голоса | Голоса | Места      | Места |
| Год  | Количество | %      | ±      | Количество | ±     |
| ---- | ---------- | ------ | ------ | ---------- | ----- |
| 2007 | 43 898     | 1,9 %  | +0,8   | 0 из 81    | ▬     |
| 2013 | 15 602     | 0,8 %  | -1,1   | 0 из 91    | ▬     |
| 2018 |            |        |        | 0 из 91    | ▬     |